# Face à l'Océan
Face à l'Océan er en fransk stumfilm fra 1920 af René Leprince.

## Medvirkende
- Adrienne Duriez som Hélène d'Argel
- Madeleine Erickson som Louise Kermarech
- Christiane Delval som Germaine
- Léone Balme
- Cosette Dacier
- Hélène Darly
- Jean Lorette
- Ernest Maupain
- Jean Salvat
- Schauer